# どんぐり音楽会
『どんぐり音楽会』（どんぐりおんがくかい）は、1966年4月17日から1983年3月27日まで中部日本放送（CBC）で放送された視聴者参加型の音楽番組である。放送時間は毎週日曜 9:00 - 9:30（JST）。当初はモノクロ放送だったが、1970年1月4日からカラー放送となった。

## 概要
毎回東海地区在住の小学生たちが参加していたローカル番組で、『天才クイズ』とともに長年にわたって親しまれた。
基本的にはのど自慢番組であり、『天才クイズ』と同様に主にCBCホールで、完全パッケージの公開収録を行っていた。このため、会場では客席向けに8:58分くらいからの本放送用映像（当然9時までの分はスポットCM）が流れていた。毎回1組の歌手がゲストとして登場し（デビューから数年以内のアイドルが多かった）、レギュラー審査員数人とともに審査員を務めた。採点方法は1人ずつ歌った後、ピアノによるジングルと共にドングリのイラスト（眉毛がジングルと同期して動いていた）の中に点数をボード（両脇にスポンサー名が書かれていた）で表示するというものだった。最高得点は30点、最低点は27点。後に最高得点は50点に変更された。なお、最高得点が出た場合、天井から大量の紙吹雪が降り注いだ。
出場者の中には野口五郎、葉山レイコ、五島良子、石川ひとみ、三ツ矢雄二らもいた。
マイク真木が司会していた頃は、その週の最高得点者に「どんぐり賞」（複数いた場合は合議制で1名を選んだ）、またそれに準ずる好成績を上げた参加者にも「マイク賞」として、楽器が副賞として贈られていた。
なお、1977年からTBS系列局の多くで日曜9:00枠で放送されるようになった『兼高かおる世界の旅』は、CBCテレビではこの番組があったことから同時ネットされず、30分遅れの日曜9:30枠など、別の枠で放送されていた。

## 司会者
以下の彼らは女性のサブ司会者とのコンビで番組を進行していた。
- 柳有
- 砂川啓介
- 石川進 - 本番組でも「キューピーちゃん」のニックネームで長年親しまれた。石川は当時、番組スポンサーだったオリエンタルの「マースカレー」のCMにも出演していた。
- マイク眞木